# باشگاه فوتبال لیتکس لووچ
باشگاه فوتبال لیتکس لووچ (بلغاری: ПФК Литекс Ловеч) یک باشگاه فوتبال در بلغارستان است که در شهر لووچ واقع شده‌است. این باشگاه در لیگ دست سوم بلغارستان به رقابت می‌پردازد. لقب این باشگاه نارنجی‌ها است و از تیم‌های مطرح این کشور هستند.
باشگاه لیتکس در سال ۱۹۲۱ تأسیس شده‌است.